# Beaufort West
Beaufort West er en by i provinsen Western Cape i Sydafrika. Den er den ældste og største by i den tørre region Great Karoo og er del af Beaufort West Local Municipality med 37.000 indbyggere i 2001. Byen blev grundlagt i 1818 og blev til at begynde med kaldt Beaufort efter Henry Somerset, den femte hertug af Beaufort, som var far til Charles Henry Somerset som da var guvernør i Kapkolonien. Byen fik det nye navn Beaufort West i 1869.
I dag er Beaufort West centrum for et landbrugsdistrikt som hovedsagelig er baseret på fåredrift. Den er en betydelig by langs N1. Ved siden af Beaufort West ligger Karoo nationalpark. Vigtige fossiler er blevet fundet i området, indledningsvis af David Baird, søn af den lokale magistrat i 1827.

## Eksternt link
- Beaufort Wests hjemmeside Arkiveret 23. september 2017 hos  Wayback Machine